# Šimon Šafránek
Šimon Šafránek (* 20. září 1977 Praha) je český filmový režisér, tvůrce videoklipů a publicista.

## Tvorba
Videoklipy tvořil zejména po roce 2000 pro různé české (Tata Bojs, Sunshine, The Prostitutes, Moimir Papalescu & The Nihilists) i zahraniční hudební skupiny. Vytvořil kromě jiného dokumentární filmy The Myth (2003) o fanoušcích Nicka Cavea, Czechtekk Love (2005), Země revivalů (2016) o revivalových kapelách a celovečerní King Skate (2018) o skejťácké komunitě v ČSSR v 70. a 80. letech, za nějž získal Českého lva za nejlepší dokumentární film. V roce 2015 připravil pro Českou televizi hudební pořad Kombo, v roce 2020 vytvořil dokument o kariéře Miroslava Žbirky Meky.
Napsal novelu 23 (2005) a román Fleischerei 36 (2008). Spolupracuje s Deníkem N a dalšími českými periodiky, do níž přispívá především články o filmech a seriálech.